# كريبينو (أبرففرو)
كريبينو (ابرففرو) (بالإنجليزية: Cribinau)‏ هي جزيرة مدية تقع في المملكة المتحدة في .